# Dolenjski list
Dolenjski list je tedenski informativni regionalni časopis za bralce na Dolenjskem, Posavskem, v Beli krajini in kočevsko-ribniškemu območju. Izhaja ob četrtkih v tiskani verziji, dostopen pa je tudi na spletu. 

### Lastništvo
Je del medijskega imperija Martina Odlazka.